# خوزینه‌باقر
خوزینه‌باقر، روستایی از توابع بخش چغامیش شهرستان دزفول در استان خوزستان ایران است.

## جمعیت
این روستا در دهستان خیبر قرار دارد و براساس سرشماری مرکز آمار ایران در سال ۱۳۸۵، جمعیت آن ۸۸۲ نفر (۱۳۹خانوار) بوده‌است.